# Золотой запас Украины
Золотой запас Украины (укр. Золоти́й запа́с Украї́ни, англ. gold reserve of Ukraine, нем. Goldvorrat der Ukraine, Goldbestand der Ukraine) — запас аффинированного золота в слитках, составляющий часть государственных золото-валютных резервов Украины.
Создается Национальным банком Украины и является государственной собственностью.
Управление золотым запасом Украины осуществляется Национальным банком Украины в пределах полномочий, определенных законодательством.
Золотой запас формируется путем закупки аффинированного золота в слитках у физических и юридических лиц, резидентов и нерезидентов за счёт средств Национального банка Украины.
Золотой запас Украины хранится в Государственной казне Национального банка Украины и на металлических счетах, открытых Национальным банком Украины в центральных банках других стран и коммерческих банках, в том числе в иностранных.
Национальный банк Украины организует деятельность Государственной казны Украины и ежегодно информирует Президента Украины и Верховную Раду о состоянии накопления и использования золотого запаса.
По состоянию на 2022 год Украина занимает 60-е место по объёму золотого запаса в мире.
Сегодня Украину можно считать лишь импортёром банковских металлов, поскольку собственные источники пополнения резерва практически отсутствуют. В будущем это может послужить причиной стабильного удорожания золота, однако сейчас цены на золото в Украине полностью соответствуют мировым.
Фактором, негативно повлиявшим на украинскую экономику, стала продажа Национальным Банком Украины части золотых запасов, мотивировавшаяся оптимизацией структуры международных резервов. Сразу после этого национальная валюта — гривна — стремительно подешевела, поскольку в резервах не оставалось достаточно золота для подкрепления финансовой системы. В наши дни действия Национального Банка направлены на сохранение и пополнение золотых запасов для стабилизации и перспективного удорожания национальной денежной единицы.